# دمين
هي بلدة في مقاطعة ميكلينبورغ-فوربومرن في ألمانيا تبلغ مساحتها 80,653 كم3 وكثافتها السكانية 12,090 وفق إحصاء سنة 2009  اسمها هو اسم سلافي الأصل والذي يعني منطقة المستنقعات

## توأمة
لدمين اتفاقيات توأمة مع كل من:
- بورتا فستفاليكا
- لونن (18 مارس 1991 - )
- باد بيفينسن
- Bobolice [الإنجليزية]‏
- Wałcz [الإنجليزية]‏

## أعلام
- يوليوس فريدريش كوهنهايم
- إيلونا سلوبيانيك
- هايك فيشر
- باتريك مولر